# سبعون (كتاب)
سبعون .. حكاية عمر، هو كتاب من ثلاثة أجزاء للكاتب اللبناني ميخائيل نعيمة. صدر عن دار نوفل للنشر في بيروت ويقع في 1248 صفحة.
يعتبر الكتاب سيرة ذاتية، تناول فيه نُعيمة سيرة حياته، ومختصر تجاربه ومعاناة الأمة. شمل الكتاب لمحة من تاريخ لبنان ولمحة من حياة الهجرة التي عاشها اللبنانيون في نهاية القرن التاسع عشر وبداية القرن العشرين.